# Domen Črnigoj
Domen Črnigoj, slovenski nogometaš, * 18. november 1995, Koper.
Črnigoj je slovenski profesionalni nogometaš, ki igra na položaju vezista. Od leta 2023 je član italijanske Venezia, od leta 2018 pa slovenske reprezentance. Pred tem je igral za Koper, Lugano, Salernitane in Venezio ter slovensko reprezentanco do 17, 18, 19 in 21 let.